# Автомагістраль A14 (Литва)
Автомагістраль A14 — шосе в Литві, з'єднує Вільнюс і Утену. Довжина дороги 95,60 км.
A 6 км на північ від межі Вільнюса оновлено до 2+2 з розв’язками та світлофорами. Ще 5 км ділянку з турборозв’язками до розв’язки з дорогою 108 планується відремонтувати не пізніше 2018 року.

## Дивись також
- Транспорт Литви